# Вдовичино (Черкасская область)
Вдовичино (укр. Вдовичине) — село в Чигиринском районе Черкасской области Украины. Расположено на реке Лысянка.
Население по переписи 2001 года составляло 87 человек. Почтовый индекс — 20942. Телефонный код — 4730.

## Местный совет
20940, Черкасская обл., Чигиринский р-н, с. Ивановка